# Кадреково
Кадре́ково (рос. Кадреково, башк. Кадрик) — присілок у складі Краснокамського району Башкортостану, Росія. Входить до складу Роздольєвської сільської ради.
Населення — 100 осіб (2010; 81 у 2002).
Національний склад:
- марійці — 89 %